# John Q.
Snímek John Q. ([dʒɒn kjuː Amer dʒɑːn]IPA) je americké drama z roku 2002; režisérem je Nick Cassavetes a hlavní role ztvárnili Denzel Washington, Kimberly Elise, Daniel E. Smith, James Woods a Anne Heche.

## Synopse
John Q. Archibald je obyčejný, starostlivý otec rodiny; pracuje v továrně. Jednoho dne se mu zhroutí celý svět, to když jeho malý synek onemocní. Má-li přežít, je nutná transplantace srdce. Na zákrok se však nevztahuje zdravotní pojištění, a tak je nové srdce malému Michaelovi odepřeno. Čas plyne a situace začíná být zoufalá. John se proto rozhodne pro krajní řešení; vyzbrojen pistolí vtrhne na operační sál a bere lékaře a sestry jako rukojmí…

## Obsazení
| Denzel Washington | John Archibald    |
| Kimberly Elise    | Denise Archibald  |
| Daniel E. Smith   | Michael Archibald |
| James Woods       | Raymond Turner    |
| Anne Heche        | Rebecca Payne     |
| Robert Duvall     | Frank Grimes      |
| Ray Liotta        | Gus Monroe        |
| Shawn Hatosy      | Mitch Quigley     |
| Eddie Griffin     | Lester Matthews   |
| Ethan Suplee      | Max Conlin        |